# Кинджи, Ричард
Ричард Кинджи (англ. Richard Kingi; род. 17 марта 1989 года, Те-Пуке, Тауранга) — австралийский регбист, выступавший на позициях защитника (полузащитник, винг, центр и фулбэк), помощник главного тренера клуба «Гриффит Найтс» из университета ГРиффита.

## Биография
Ричард родился в Новой Зеландии на берегу залива Пленти. В 15 лет переехал с семьей в Австралию. Начал играть в клубе «Саннибанк» в Квинсленде.

### Игровая карьера
В 2009 году попал в клуб «Квинсленд Редс». Долгое время был дублером Уилла Гения. В марте 2010 года подписал контракт с «Мельбурн Ребелс».
В 2013 году перешел в «Стад Франсе», где играл на разных позициях в веере. В Европейском кубке вызова сыграл пять матчей на групповом этапе и в четвертьфина, занес 3 попытки. В середине 2014 года серьезно заболел и уехал домой для восстановления.
После выздоровления выступал за «Тасман Макос» в Кубке Mitre 10, был капитаном «Саннибанка». В декабре 2017 года присоединился к «сибтяжмашевцам», как усиление на Европейский кубок вызова. Сыграл всего три матча, завершив карьеру в 2018 году. С 2019 года — помощник тренера «Гриффит Найтс».

### Карьера в сборной
В сборную попал в 2009 году в рамках турне «Уоллабис» по Японии и Великобритании. Сыграл свой единственный матч против «Кардифф Блюз».

## Личная жизнь
Кинджи отец троих детей. Его кузен Танерау Латимер — фланкер клуба «Чифс», чемпион Игр Содружества 2006 года в составе новозеландской сборной по регби-7, сыграл 6 матчей за «Олл Блэкс» и 19 матчей за «Маори Олл Блэкс».